# Adriana Serra
Pour les articles homonymes, voir Serra.
Adriana Serra (née le 27 novembre 1923 à Milan, en Lombardie et morte le 13 novembre 1995 à Endine Gaiano, dans la province de Bergame) est un mannequin et actrice italienne. Miss Italie 1941, elle joue dans 18 films entre 1943 et 1952.

## Filmographie

### Cinéma
- 1943 : Non mi muovo! de Giorgio Simonelli
- 1943 : Je vous aimerai toujours (T'amerò sempre) de Mario Camerini
- 1943 : Apparition (Apparizione) de Jean de Limur
- 1944 : La prigione de Ferruccio Cerio
- 1945 : L'Innocent Casimir (L'innocente Casimiro) de Carlo Campogalliani
- 1946 : Il paese senza pace de Leo Menardi et Carlo Lodovici
- 1946 : Le modelle di via Margutta de Giuseppe Maria Scotese (non créditée)
- 1947 : Il vento m'ha cantato una canzone de Camillo Mastrocinque
- 1948 : 11 uomini e un pallone de Giorgio Simonelli
- 1948 : Arènes en folie (Fifa e arena) de Mario Mattoli
- 1949 : Se fossi deputato de Giorgio Simonelli
- 1949 : Les Pompiers chez les pin-up de Mario Mattoli
- 1950 : La Ceinture de chasteté (La cintura di castità) de Camillo Mastrocinque
- 1950 : Totò Tarzan de Mario Mattoli
- 1950 : La bisarca de Giorgio Simonelli
- 1951 : I due sergenti de Carlo Alberto Chiesa
- 1951 : Abbiamo vinto ! de Robert A. Stemmle
- 1952 : Miracolo a Viggiù de Luigi Giachino

### Télévision
- 1958 : L'arma del delitto (téléfilm) d'Eros Macchi : Betty Frings
- 1958 : Mont Oriol (mini-série télévisée, 4 épisodes) de Claudio Fino : Madame Bonnefille

## Crédit d'auteurs
- (en) Cet article est partiellement ou en totalité issu de l’article de Wikipédia en anglais intitulé « Adriana Serra » (voir la liste des auteurs).